# Bahnhof Mannheim Kurpfalzbrücke
Der Bahnhof Mannheim Kurpfalzbrücke – auch Heidelberger Bahnhof – ist ein Bahnhof der Oberrheinischen Eisenbahn-Gesellschaft (OEG) in Mannheim an der Südseite der heutigen Kurpfalzbrücke. Er wird seit 1995 nicht mehr im regulären Verkehr angefahren, steht jedoch für Umleitungen und Sonderverkehre weiterhin betriebsbereit zur Verfügung.

## Name
Der Bahnhof Kurpfalzbrücke wurde unter der Bezeichnung Mannheim-Friedrichsring eröffnet. Er war Endbahnhof der OEG-Züge aus Richtung Heidelberg. Daher trägt er den Beinamen „Heidelberger Bahnhof“ oder „Heidelberger OEG-Bahnhof“. Der auf der anderen Neckarseite gelegene und in den 1970er Jahren abgerissene Bahnhof Mannheim OEG für Züge aus Richtung Weinheim wurde entsprechend „Weinheimer Bahnhof“ genannt.

## Geschichte
Der Bahnhof wurde 1891 an der damaligen Friedrichsbrücke (heute: Kurpfalzbrücke) auf der Uferseite der Mannheimer Innenstadt für die am Neckar entlangfahrenden Züge der Strecke Mannheim–Seckenheim–Edingen–Heidelberg eröffnet. 1892 wurde auf der im Jahr zuvor neu erbauten Friedrichsbrücke eine Gleisverbindung zum Weinheimer Bahnhof am nördlichen Neckarufer eröffnet und das Streckendreieck der Oberrheinischen Eisenbahn somit geschlossen. Diese Verbindung wurde jedoch nur für den internen Betrieb sowie für den Güterverkehr genutzt.
1974 wurden im Zuge einer Straßenverbreiterung die Verbindungsgleise zum Straßenbahnnetz entfernt.
Im September 1995 wurde die von Heidelberg kommende Strecke der OEG mit einer neuen Verbindung wieder an das Mannheimer Straßenbahnnetz der MVV angeschlossen. Dabei wurden zwei Abzweiggleise zwischen der heutigen Hans-Böckler-Straße und dem Hans-Böckler-Platz verlegt, die in ein Gleisdreieck münden und somit die Fahrt vom Cahn-Garnier-Ufer auf den Friedrichsring erlauben.
Der Bahnhof wird seit 16. Mai 1997 nicht mehr im regulären Betrieb angefahren, er ist aber noch an das Netz angeschlossen und betriebsbereit. Nachdem der Bahnhof für den Regelverkehr nicht mehr benötigt wurde, wurden große Teile der Gleisanlage entfernt. Es sind noch zwei Stumpfgleise, davon eines mit einem 85 m langen Behelfsbahnsteig, und zwei Gleiswechsel verblieben.
Unmittelbar vor dem ehemaligen Empfangsgebäude befindet sich inmitten des Friedrichrings heute die Ersatzhaltestelle Kurpfalzbrücke der Mannheimer Straßenbahn, die jedoch – wie die Stumpfgleise des ehemaligen Kopfbahnhofs – nur im Ausnahmefall, beispielsweise bei Umleitungen, als Fahrgasthalt bedient wird.

## Empfangsgebäude
Das erste Empfangsgebäude wurde 1927/28 durch einen Neubau ersetzt. Es handelt sich um einen kubischen, expressionistischen Baukörper mit Flachdach und – ursprünglich – umlaufender Säulen-Arkade. Mit der Straßenverbreiterung 1974 wurde der Säulenumgang an der Südseite entfernt. Genutzt wird das Gebäude seit ein paar Jahren gastronomisch als Biergarten.

## Planungen
Die Stadt Mannheim plant, die beiden Stumpfgleise auf 60 m – entsprechend der üblichen Bahnsteiglänge im Netz – einzukürzen, begehbar zu gestalten und das Weichentrapez zu entfernen. Dies soll zusammen mit dem Rückbau der Straße „Cahn-Garnier-Ufer“ in diesem Bereich dazu dienen, den Hans-Böckler-Platz mit dem Neckarufer zu verbinden.